# Campanellino (personaggio)
Campanellino (nell'originale in inglese Tinker Bell), in alcune edizioni Tinni e nella versione Disney Trilli, è un personaggio immaginario creato da James Matthew Barrie nella sua popolarissima opera Peter Pan. Il bambino che non voleva crescere, e di conseguenza presente nelle innumerevoli riduzioni cinematografiche, teatrali, fumettistiche ecc. tratte da essa.
Si tratta di una piccola fata alata, compagna del protagonista Peter, per il quale nutre un amore ed una gelosia notevoli. Inizialmente un personaggio secondario descritto dal suo creatore come una "fata comune", la sua versione animata della Disney è stata un successo e da allora è diventata una mascotte non ufficiale ampiamente riconosciuta della Walt Disney Company insieme alla mascotte ufficiale Topolino, e la protagonista del franchise mediatico Disney Fairies, che include la serie di film direct-to-video in DVD Trilli.
Sebbene a volte sia irascibile, gelosa, vendicativa e curiosa, è anche disponibile e gentile con Peter. Gli estremi della sua personalità sono spiegati nella storia dal fatto che le dimensioni di una fata le impediscono di provare più di un sentimento alla volta, quindi quando è arrabbiata non ha compassione controbilanciante. Alla fine del romanzo, quando Peter torna indietro per trovare una Wendy più adulta, viene detto che Campanellino morì l'anno dopo che Wendy e i suoi fratelli lasciarono l'Isola che non c'è, e Peter non la ricorda più.
Nella prima bozza dell'opera il suo nome era Tippy-toe, ma divenne Trilli nelle bozze successive e nella versione finale.

## Versione originale
(James Matthew Barrie, Peter e Wendy III capitolo)
Nel romanzo di Barrie viene descritta come una fata di dimensioni minute, capace di riparare pentole e tegami: il termine "tinker", infatti, in lingua inglese designa il magnano. Non parla, ma si esprime attraverso un tintinnante scampanellio, comprensibile solo a chi ha familiarità con il "linguaggio delle fate".
La caratteristica principale di Campanellino è la sua forte gelosia nei confronti di Peter, che la porta ad estremi quali cercare di uccidere la "rivale" Wendy, aizzandole contro i "Bambini sperduti" dell'Isola che non c'è, venendo bandita per due settimane. Sebbene si tratti di un personaggio positivo, possiede infatti un carattere estremamente volubile, che la fa passare in poco tempo da una rabbia vendicativa ad una dedizione senza pari per i suoi compagni. Le oscillazioni del suo umore vengono spiegate nel racconto con la constatazione che le dimensioni limitate del cuore di una fata non le permettono di contenere più di un sentimento alla volta. 
Il suo gesto più noto è quello di sacrificare se stessa per salvare Peter da un veleno di Capitan Uncino, spacciato per la medicina di Wendy. Peter, nella opera teatrale, chiede direttamente al pubblico di battere le mani o urlare " Io credo nelle fate" per risvegliarla, mentre nel romanzo lo chiede ai bambini assonanti del mondo reale, che risvegliano così la fatina. 

## Teatro
Nelle produzioni teatrali originali, Campanellino era rappresentata sul palco da una luce guizzante creata da uno specchietto tenuto in mano fuori scena e che rifletteva un piccolo cerchio di luce proveniente da una lampada, e la sua voce era un collare di campanelli che Barrie si era portato dalla Svizzera. Una cosa simile accade in Peter Pan, il musical del 2006, in cui è rappresenta e proiettata da un raggio laser verde. 
Originariamente, nella commedia non veniva menzionata la polvere di fata, ma Barrie aggiunse alla sceneggiatura la necessità di cospargerla per consentire ai bambini di volare perché tanti bambini cercavano di volare dai loro letti e si facevano male.

## Versione Disney
Trilli è uno dei personaggi più popolari adattati per il cinema e la televisione dalla Walt Disney Company, riprodotta sui più svariati oggetti di merchandising distribuiti in tutto il mondo. È apparsa per la prima volta nel film d'animazione del 1953 Le avventure di Peter Pan. All'uscita del film, Trilli ha ricevuto il plauso della critica e da allora è diventata una delle mascotte più importanti dell'azienda da oltre mezzo secolo insieme al Grillo parlante e a Topolino, ed è generalmente conosciuta come "un simbolo della magia Disney" e uno dei personaggi femminili più iconici del cinema d'animazione Disney, insieme a Jessica Rabbit, Crudelia De Mon, Mary Poppins e Cenerentola. A causa della sua popolarità, le sono dedicate il marchio Disney Fairies, diversi spot televisivi e una serie di lungometraggi d'animazione direct-to-video.

### Biografia
Nel primo film, una notte, Peter e Trilli si recano a Londra, per recuperare l' ombra rubata dal cane Nana. Mentre Trilli rimane goffamente incastrata nel cassetto in cui era rinchiusa l'ombra, Peter conosce la giovane Wendy Darling, che ha conservato l'ombra di Peter dopo che era stata prelevata dal suo cane domestico Nana, e Trilli diventa subito gelosa della ragazzina, vedendo Wendy già interessata a Peter e temendo che il ragazzo possa ricambiarla; permettendosi di tirare i capelli della bambina mentre i due si danno un bacio. Trilli usa la polvere magica per fare volare Wendy, Gianni e Michele all'Isola che non c'è. Mentre Peter distrae Capitan Uncino che cerca di attaccare il gruppo. Trilli corre dai Ragazzi Perduti, amici e alleati di Peter Pan, a dire loro che Peter ha ordinato che venga ucciso un " uccello Wendy". Peter, non appena lo viene a sapere, bandisce Trilli dall'Isola che non c'è per due settimane. Spugna, nostromo di Uncino, viene a sapere dell accaduto da altri pirati, Uncino decide dunque di sfruttare la fatina per sapere dove si trova il nascondiglio di Peter Pan. La fa portare sulla Jolly Roger dove dice che le dà ragione sulla sua gelosia tra l'amicizia tra Peter e Wendy, e le dice che la riporterà a Londra, se lei svela loro dove si trova il nascondiglio di Peter Pan. Trilli obbedisce, Uncino allora le rivela l'inganno e la rinchiude in una lampada ad olio. Riuscita a redimersi del tutto, Trilli si libera e va a salvare Peter dal regalo a sorpresa lasciato da Uncino, che distrugge l'albero dell' Impiccato. La fatina è salvata da Peter e insieme si recano a salvare i ragazzi. Dopo aver sconfitto Uncino e aver fatto pace, Trilli cosparge di polvere la Nave per volare fino a Londra. 
Nel sequel del 2002 Ritorno all'Isola che non c'è, a inizio film, Wendy, ormai adulta, racconta a suo figlio Danny una storia in cui Peter affronta Capitan Uncino per avere la custodia di un suo tesoro immenso, Trilli, nel duello con i pirati fa volare via di nuovo il suo vascello con la polvere magica, facendo in modo che Uncino arrivi a Londra e rapisce Jane, figlia maggiore di Wendy, riuscendo anche a tornare all'Isola che non c'è. Peter salva Jane, e la fatina è già gelosa, proprio come è successo con Wendy. Quando Jane non ne può più di come si comportano Peter e i ragazzi, afferma che non crede neanche nelle fate, mettendo in pericolo Trilli, che inizia a spegnersi, l'unico modo per salvarla è che Jane ritrovi di nuovo fede nelle fate. Quando Jane si rende conto di ciò che ha fatto, torna al nascondiglio di Peter, ma è ormai troppo tardi. Mentre piange, la sua fede riesce a fare risvegliare Trilli. Le due fanno pace e vanno a salvare Peter e i ragazzi. Nella scena finale, anche Trilli, come Peter, ha un breve rincontro con Wendy, facendola volare lievemente con la polvere magica. 
Nella serie animata Jake e i pirati dell'Isola che non c'è (2011-2016), che è un seguito/spin- off diretto del primo film. Trilli appare per la prima volta nel finale di stagione: " Jake salva l'Isola", come spirito guida. Poi nel resto delle stagioni, appare minormente quando Peter torna spesso nell'Isola che non c'è, ma non ha grandi ruoli. Nella serie, la sua polvere magica viene usata come transizione tra una scena e l'altra.  
Trilli è protagonista assoluta del franchise spin-off/ prequel Disney Fairies, esposta anche in una saga di sei film. Trilli abita nella Radura Incantata, un luogo magico regnato da fare e folletti, nascosto in una cascata dell'Isola che non c'è. I compiti dei vari abitanti sono quelli di aggiusta tutto. È inizialmente insicura ma poi matura. In Trilli e la nave pirata si scopre che aveva già interagito con Coco e Capitan Uncino. Nel terzo film Trilli e il grande salvataggio invece si scopre che aveva già interagito con gli umani in passato: Lizzy. 

### Altri media
- In House of Mouse - Il Topoclub, è una ospite disponile e aiutante.
- Compie delle apparizioni minore in Chi ha incastrato Roger Rabbit e Topolino.
- Appare in diversi cortometraggi come I Giochi della Radura Incantata, Sfida ai fornelli nella Radura Incantata e Once Upon a Studio.
- Nella saga di Kingdom Hearts, Trilli compare come aiutante dei protagonisti.
- Compare nei videogiochi Peter Pan: L' Avventura nell'Isola che non c'è, Peter Pan: La leggenda dell'Isola che non c'è e in Return to Neverland, dove ha un ruolo centrale.
- Nell'adattamento in live action del 2023, Trilli è interpretata da Yara Shahidi e doppiata in italiano da Sara Labidi. Non è invidiosa di Wendy e funge quasi da mentore per lei, è lei a rivelarle la storia tra Peter e Capitan Uncino. Viene rapita dai pirati insieme ai ragazzi. Nel film viene specificato che solo se si sente con il cuore, si possono sentire le fate, e alla fine del film, quando Wendy ringrazia Trilli, riesce a sentirla parlare.
- È stato annunciato un remake live-action sul film d'animazione del 2008 Trilli, primo film della saga Disney Fairies che fungerà da prequel ufficiale al live-action del 2023. Dal 2024 in poi non si hanno più notizie sulla realizzazione dell'opera.

### Caratterizzazione
Walt Disney era molto interessato a far sì che Trilli diventasse un personaggio a tutti gli effetti nella sua versione di Peter Pan, piuttosto che un puntino di luce come nelle produzioni teatrali precedenti. Con ogni schizzo, la fatina si evolveva gradualmente e ogni nuova immagine rifletteva i concetti allora correnti di bellezza femminile. Marilyn Monroe fu ritenuta fonte d'ispirazione per la caratterizzazione grafica di Trilli, cosa dichiarata falsa dal team creativo.
L'attrice e ballerina Margaret Kerry fu l'ispirazione umana di Trilli e il principale riferimento live-action per il disegnatore capo Marc Davis.
Il personaggio, grande quanto una mano, ha l'aspetto di una donna giovane, attraente e snella con la pelle chiara. È perennemente pervasa da una luce tradizionalmente gialla, che diventa rossa solo quando è arrabbiata. Ha gli occhi azzurri, capelli biondi lunghi fino alle spalle raccolti in uno chignon con frangia e orecchie a punta da folletto, con una figura a clessidra molto marcata, a forma di pera. Indossa un abito verde chiaro senza spalline con scollo a cuore e orlo a zigzag, scarpe verdi chiaro con pompon bianchi e biancheria intima gialla. Ha ali trasparenti da fata dietro la schiena, simili a quelle di una farfalla, e una scia di polvere magica che la segue quando vola.
Come il personaggio originale, è una fatina buona ma impertinente e dotata di un certo temperamento che funge da aiutante di Peter Pan. Nonostante il suo aspetto carino, Trilli è molto sfacciata, vivace, testarda e irascibile. È anche un po' vanitosa: una delle prime cose che fa mentre cerca l'ombra di Peter è ammirarsi allo specchio, finché non scopre quanto sono larghi i suoi fianchi. Quando incontra altre ragazze (in particolare Wendy Darling), mostra immediatamente disgusto e irritazione, principalmente per gelosia poiché apprezza molto la sua relazione con Peter. Questo spinge Trilli a compiere atti egoistici e cercando persino di uccidere Wendy, con grande disappunto di Peter. A causa della sua gelosia, Capitan Uncino la sfruttò per rivelargli il nascondiglio di Peter. Tuttavia, nonostante il suo carattere ruvido, Trilli è profondamente devota e leale verso coloro che ama e alla fine arriverà a patti con coloro che inizialmente detesta, se si dimostrano degni di un trattamento amichevole. Questo si può vedere, in particolare, nel suo rapporto con Wendy nel film originale.
Trilli può parlare, ma per le persone la sua voce suona come quella di una campanella, e gli unici personaggi nel film in grado di capire il suo linguaggio sono Peter Pan, i Bimbi Sperduti e Capitan Uncino, che traducono verbalmente le sue comunicazioni per il bene del pubblico, e il suono di un campanellino si sente quando fa dei gesti. Senza l'aiuto della performance vocale, Marc Davis si era affidato alle espressioni facciali di Margaret Kerry per animare Trilli, come i precedenti personaggi della pantomima come Pluto, Cucciolo e Dumbo Jumbo.
Quando a inizio anni duemila venne inaugurato il franchise delle Principesse Disney anche Trilli ne faceva originariamente parte, ma venne velocemente rimossa dalla linea insieme al personaggio di Esmeralda, in quanto venne ritenuto che le due non si adattassero all'immagine del brand.
A partire dal 2006 è protagonista del franchise Disney Fairies, composto da romanzi, riviste e film, il primo dei quali è Trilli (2008), uscito direttamente in edizione DVD, in cui finalmente può parlare anche se all'interno del franchise viene esplicato che Trilli ha sempre potuto parlare: ma solo altre fate e chi ha familiarità col linguaggio delle fate possono comprendere le sue parole. Per tutti gli altri, la voce di tutte le fate suona come il gioioso scampanellio del film di Peter Pan.

### Poteri e abilità
Nella versione Disney Trilli possiede abilità magiche. Può volare con le sue ali da fata che la rendono leggerissima quando è in aria. È capace di lanciare energia fatata e di rilasciare quando vola, scagliare e spargere polvere di fata. La sua "polvere di fata" rende le persone molto leggere e in grado di volare, a patto che queste pensino a qualcosa di felice.

### Premi e onorificenze
Nel novembre 2009, Trilli è diventata la più piccola opera di cera mai realizzata al Madame Tussauds, misurando solo cinque pollici e mezzo (13,97 centimetri) di altezza.
Il 21 settembre 2010, Trilli è stata onorata con una stella sulla Hollywood Walk of Fame, facendo di lei uno dei sei personaggi Disney a riceverne una, insieme a Topolino, Biancaneve, Paperino, Winnie the Pooh e Minni. La stella si trova al 6834 Hollywood Blvd.

## Altri media
Oltre al film animato Disney, la fatina è apparsa nelle varie altre riduzioni cinematografiche del romanzo di Barrie. È stata interpretata da Virginia Browne Faire nel film del 1924 diretto da Herbert Brenon, e da Ludivine Sagnier nella versione del 2003 diretta da P.J. Hogan. Inoltre, è presente nel film del 1991 Hook - Capitan Uncino, di Steven Spielberg, interpretata da Julia Roberts (in quest'ultima versione il personaggio parla e prende parte attiva alla trama, molto più che nelle altre).
Il personaggio compare inoltre nel cartone animato statunitense Nel covo dei pirati con Peter Pan del 1990 e nell'anime giapponese Peter Pan del 1989 ed anche in queste versioni parla, interagendo spesso coi protagonisti. La sua apparizione televisiva più recente è da Le nuove avventure di Peter Pan, in cui è molto simile al film Disney e in questa versione la sua gelosia verso Wendy viene mantenuta.
La fatina entra in scena nella terza stagione della serie televisiva C'era una volta, interpretata dall'attrice neozelandese Rose McIver, nuovamente doppiata da Joy Saltarelli, come nei film d'animazione.
Appare anche in World of Winx come antagonista principale della prima e seconda stagione. Dopo gli eventi della storia originale, Peter Pan l'ha tradita e lei si è infuriata e diventa poi una sovrana. Nell'ultimo episodio, grazie a Matt Barrie, il figlio di Peter Pan, ritorna ad essere buona come una volta. Doppiata da Veronica Puccio.

## Campanellino nel mondo
- Inglese: Tinker Bell, Tinkerbell, Tink.
- Spagnolo: Campanilla, Campanita.
- Francese: Fée Clochette, Tinn-Tamm.
- Portoghese: Sininho.
- Finlandese: Helinä-keiju.
- Basco: Txilintxo.
- Danese: Klokkeblomst.
- Svedese: Tingeling.
- Giapponese: Tinkā beru.
- Rumeno: Clopoțel
- Italiano: Trilli, Campanellino, Tinni